# Ciąg Cauchy’ego

Wykres ciągu Cauchy’ego (x_{n}) oznaczono niebieskim kolorem (indeks na osi odciętych, wartość na osi rzędnych). Jeżeli przestrzeń zawierająca ciąg jest zupełna, to jego granica istnieje.

Ciąg, który nie jest Cauchy’ego. Elementy ciągu nie zbliżają się do siebie wraz z jego postępem.

Ciąg Cauchy’ego – ciąg elementów przestrzeni metrycznej (np. zbioru liczb rzeczywistych), którego dwa dowolne elementy, jeśli mają dostatecznie wysokie indeksy, są dowolnie blisko siebie. O ciągu, który jest ciągiem Cauchy’ego, mówi się też, że spełnia warunek Cauchy’ego. Nazwa pojęć pochodzi od nazwiska francuskiego matematyka Augustina Cauchy’ego.
Skoro definicja ciągu Cauchy’ego korzysta z pojęcia odległości (metryki), to pojęcie to w podanym sformułowaniu może być rozważane wyłącznie w przestrzeniach metrycznych. Uogólnia się je jednak na inne struktury matematyczne, m.in. na przestrzenie liniowo-topologiczne, przestrzenie jednostajne, czy też grupy.
Użyteczność ciągów Cauchy’ego polega przede wszystkim na tym, że dają one użyteczne kryterium zbieżności zależne wyłącznie od wyrazów tego ciągu. Fakt ten wykorzystuje się np. w algorytmach, by wykazać zbieżność procesu iteracji poprzez wskazanie, iż kolejne wyrazy iteracji tworzą ciąg Cauchy’ego.
Ciągi Cauchy’ego liczb wymiernych mogą być użyte do formalnej konstrukcji zbioru liczb rzeczywistych, co zrobili po raz pierwszy Charles Méray i Georg Cantor.

## Definicje formalne
Niech {\displaystyle (a_{i})} będzie ciągiem liczbowym, tj. {\displaystyle a_{i}\in \mathbb {R} .} Ciąg {\displaystyle (a_{i})} jest ciągiem Cauchy’ego, jeśli
{\displaystyle \forall _{\varepsilon \in \mathbb {R} ,\varepsilon >0}\;\exists _{N\in \mathbb {N} }\;\forall _{m,n>N}\;|a_{m}-a_{n}|<\varepsilon .}
Oznacza to, że wybierając dowolnie małą dodatnią liczbę rzeczywistą {\displaystyle \varepsilon ,} można ustalić odpowiednio duży wskaźnik {\displaystyle N} taki, że dowolne dwa wyrazy o wyższych wskaźnikach są odległe od siebie o mniej niż {\displaystyle \varepsilon .}
Pojęcie to można przenieść na dowolne przestrzenie metryczne.
Niech {\displaystyle (X,d)} będzie przestrzenią metryczną i niech {\displaystyle (a_{i})} będzie ciągiem elementów tej przestrzeni. Ciąg {\displaystyle (a_{i})} jest ciągiem Cauchy’ego, jeśli
{\displaystyle \forall _{\varepsilon >0}\;\exists _{N\in \mathbb {N} }\;\forall _{m,n>N}\;d(a_{m},a_{n})<\varepsilon .}
Definicję ciągu Cauchy’ego w przestrzeni metrycznej można wyrazić również za pomocą średnicy zbioru.
Niech {\displaystyle (a_{i})} będzie ciągiem elementów tej przestrzeni metrycznej i {\displaystyle A_{k}=\{a_{k},a_{k+1},a_{k+2},\dots \}.} Ciąg {\displaystyle (a_{i})} jest ciągiem Cauchy’ego, gdy
{\displaystyle \lim _{k\to \infty }\;\operatorname {diam} \;A_{k}=0.}

## Przykłady
- Ciąg liczbowy o wyrazie ogólnym {\displaystyle a_{n}={\tfrac {1}{n}}} jest ciągiem Cauchy’ego. Rzeczywiście, dla dowolnego {\displaystyle \varepsilon } wystarczy przyjąć {\displaystyle N>{\tfrac {2}{\varepsilon }}.} Wówczas dla {\displaystyle p,q>N} zachodzi:
{\displaystyle \left|{\frac {1}{p}}-{\frac {1}{q}}\right|\leqslant {\frac {1}{p}}+{\frac {1}{q}}\leqslant {\frac {2}{\min(p,q)}}<{\frac {2}{N}}<\varepsilon .}
- Ciąg liczbowy o wyrazie ogólnym {\displaystyle a_{n}=n} nie jest ciągiem Cauchy’ego. Niech np. {\displaystyle \varepsilon ={\tfrac {1}{2}},} wówczas dla dowolnego {\displaystyle N} dwa wyrazy ciągu {\displaystyle a_{N+1},a_{N+2}} spełniają
{\displaystyle |a_{N+1}-a_{N+2}|=1>\varepsilon .}

## Własności
W dowolnej przestrzeni metrycznej prawdziwe są zdania:
- jeżeli ciąg jest zbieżny, to spełnia warunek Cauchy’ego[4] (ale niekoniecznie odwrotnie, czego przykładem jest ciąg Cauchy’ego {\displaystyle a_{n}={\tfrac {1}{n}},} choć zawarty na przestrzeni {\displaystyle (0,1]} to niezbieżny w niej),
- każdy ciąg Cauchy’ego jest ograniczony,
- ciąg Cauchy’ego {\displaystyle (x_{n})} mający punkt skupienia {\displaystyle x_{0}} (zawierający podciąg zbieżny do {\displaystyle x_{0}}) jest zbieżny do {\displaystyle x_{0}}[a].

W przestrzeniach euklidesowych {\displaystyle \mathbb {R} ^{k}} (w szczególności w przestrzeni liczb rzeczywistych {\displaystyle \mathbb {R} }) dodatkowo zachodzą własności:
- ciąg punktów {\displaystyle \mathbf {x} _{n}=(x_{n,1},\dots ,x_{n,k})} jest ciągiem Cauchy’ego wtedy i tylko wtedy, gdy każdy z ciągów {\displaystyle x_{n,1},\dots ,x_{n,k}} jest ciągiem Cauchy’ego,
- ciąg jest zbieżny wtedy i tylko wtedy, gdy spełnia warunek Cauchy’ego[5]. Fakt ten bywa znany jako twierdzenie Cauchy’ego[6], przy czym termin ten ma też inne znaczenia.

## Ciąg podstawowy
Ciąg liczb wymiernych spełniający warunek Cauchy’ego nazywa się ciągiem podstawowym. Oczywiście każdy ciąg podstawowy jest ciągiem zbieżnym w {\displaystyle \mathbb {R} .}
Ciąg podstawowy może mieć granicę wymierną {\displaystyle a\in \mathbb {Q} ,} np.:
{\displaystyle {\frac {3n+1}{n+2}}\to 3,\;\;\;(-1)^{n}{\frac {1}{2^{n}}}\to 0}
może mieć granicę niewymierną, np.:
{\displaystyle a_{n}={\frac {\lfloor 10^{n-1}\cdot \pi \rfloor }{10^{n-1}}},} gdzie {\displaystyle \lfloor x\rfloor } oznacza część całkowitą liczby {\displaystyle x.}
Jest to ciąg kolejnych przybliżeń dziesiętnych z dołu liczby π {\displaystyle (a_{n})=(3;\ 3{,}1;\ 3{,}14;\ 3{,}141;\ 3{,}1415;\ 3{,}14159;\ \dots )} i jego granicą jest oczywiście liczba niewymierna.
Innym przykładem może być ciąg zdefiniowany rekurencyjnie:
{\displaystyle a_{1}=1,\quad a_{n+1}={\frac {a_{n}+2}{a_{n}+1}},}
ciąg ten jest zbieżny do niewymiernej liczby {\displaystyle {\sqrt {2}},} postać rekurencyjna wynika z rozwinięcia {\displaystyle {\sqrt {2}}} w ułamek łańcuchowy {\displaystyle [1;2,2,2,\dots ].} Zaletą definicji tego ciągu w porównaniu z definicją poprzedniego jest to, że tu do wyznaczenia wartości kolejnych wyrazów ciągu nie jest wymagana znajomość granicy ciągu.
Zbiór ciągów podstawowych jest zamknięty ze względu na sumy, różnice, iloczyny oraz ilorazy.
Kluczowe znaczenie ciągów podstawowych jest takie, że każda liczba rzeczywista jest granicą pewnego ciągu podstawowego. Wynika to z faktu, że zbiór liczb wymiernych {\displaystyle \mathbb {Q} } jest zbiorem gęstym w zbiorze liczb rzeczywistych {\displaystyle \mathbb {R} .}
Wprowadzając w zbiorze ciągów podstawowych relację równoważności {\displaystyle \sim {:}}
ciągi {\displaystyle (a_{n}),\,(b_{n})} są w relacji {\displaystyle (a_{n})\sim (b_{n}),} jeśli ciąg {\displaystyle c_{n}=|a_{n}-b_{n}|} jest zbieżny do {\displaystyle 0,}
można utożsamić ciągi podstawowe, których granicami jest ta sama liczba rzeczywista. Wówczas każda liczba rzeczywista jest pewną klasą abstrakcji w zbiorze ciągów podstawowych.
Jest to jedna z możliwych konstrukcji liczb rzeczywistych w oparciu o liczby wymierne.

## Zupełność
- Przestrzeń metryczną, w której każdy ciąg Cauchy’ego jest zbieżny, nazywa się przestrzenią zupełną.
- Przestrzeń unormowaną, która jest zupełna (w sensie metryki generowanej przez normę), nazywa się przestrzenią Banacha.
- Przestrzeń unitarną zupełną nazywa się przestrzenią Hilberta.

W szczególności przestrzeń {\displaystyle \mathbb {R} } (z wartością bezwzględną) i przestrzeń {\displaystyle \mathbb {R} ^{k}} (z metryką euklidesową) są zupełne.

## Inne postacie

### Szeregi
Ponieważ szeregi z definicji są ciągami sum częściowych, można rozważać warunek Cauchy’ego również dla nich.
Niech {\displaystyle (E,\|\cdot \|)} będzie przestrzenią Banacha, a {\displaystyle (a_{n})} ciągiem jej elementów. Szereg {\displaystyle \sum ~a_{i}} spełnia warunek Cauchy’ego, jeżeli
{\displaystyle \forall _{\varepsilon >0}\;\exists _{N\in \mathbb {N} }\;\forall _{m,n>N}\;\left\|\sum _{i=n+1}^{m}~a_{i}\right\|<\varepsilon .}
Szereg {\displaystyle \sum ~a_{i}} jest zbieżny wtedy i tylko wtedy, gdy spełnia warunek Cauchy’ego. W szczególności powyższa definicja obowiązuje dla {\displaystyle {\big (}\mathbb {R} ^{k},|\cdot |{\big )}.} Przyjęcie w powyższym warunku {\displaystyle m=n+1} daje definicję granicy ciągu {\displaystyle (a_{n})} do zera; tak osłabiony warunek Cauchy’ego nie pociąga zbieżności szeregu, lecz mimo wszystko pozostaje on prawdziwy, gdy ciąg jest zbieżny, dlatego nazywa się warunkiem koniecznym zbieżności szeregu (zob. warunek konieczny).

### Przestrzenie liniowo-topologiczne
W przestrzeniach liniowo-topologicznych ciąg Cauchy’ego można zdefiniować w naturalny sposób bez uciekania się do pojęcia metryki.
Ciąg {\displaystyle (x_{n})} punktów przestrzeni liniowo-topologicznej {\displaystyle X} nazywa się ciągiem Cauchy’ego wtedy i tylko wtedy, gdy dla każdego otoczenia zera {\displaystyle U\subseteq X} istnieje taka liczba naturalna {\displaystyle N,} że dla {\displaystyle m,n>N} jest
{\displaystyle \mathbf {x} _{n}-\mathbf {x} _{m}\in U.}
W przestrzeni liniowo-topologicznej spełnione są własności obowiązujące w przestrzeniach metrycznych. Jeżeli topologia przestrzeni {\displaystyle X} jest wyznaczona przez niezmienniczą na przesunięcia metrykę {\displaystyle d,} to ciąg elementów tej przestrzeni jest ciągiem Cauchy’ego wtedy i tylko wtedy, gdy spełnia warunek Cauchy’ego względem tej metryki.
W szczególności, przestrzeń liniowo-topologiczna jest przestrzenią Frécheta wtedy i tylko wtedy, gdy ma ona przeliczalną bazę lokalną i każdy ciąg Cauchy’ego punktów tej przestrzeni jest zbieżny.